# Charles Le Roy
Charles Le Roy   (París, 12 de febrer de 1726 - París, 12 de desembre de 1779), va ser un metge francès.
El seu pare, el cèlebre rellotger Julien Le Roy, li va donar una educació excel·lent. Com que la seva constitució era feble i delicada, el jove Charles Le Roy va ser enviat a Montpeller, on va fer els seus estudis mèdics, i després a Itàlia, d'on va tornar directament a París. Però va ser forçat aviat, per raons de salut, a tornar a Montpeller, on va fixar la seva residència des de llavors.
Va rebre el grau de doctor el 1752, i va ser nomenat pocs anys després professor a la Facultat de medicina de Montpeller. Els seus ensenyaments, sòlids i precisos, van ser molt seguits. La seva pràctica mèdica era molt extensa i per això va causar consternació a Montpeller quan va tornar a París el 1777, a petició de la seva família. Però aquest retorn a la capital francesa li va ser fatal, perquè va morir dos anys després.
Es deu a ell la invenció de l'higròmetre a condensació basat en la determinació del punt de rosada, l'existència de la qual va demostrar i va precisar el 1731. Contribuí igualment a l'Enciclopèdia de Diderot i D'Alembert, amb l'article sobre evaporació.

## Publicacions
- D'aquarum mineralium, natura et usu propositions praelctionibus academicis accomodate, Montpeller, 1758.[2] (llatí)
- Quæstiones chemicæ duodecim pro cathedra vacant, Montpellier, 1759. (llatí)
- De purgantibus, Montpellier, 1759. (llatí)
- Mémoires et observations de médecine, (Memòries i observacions de medicina), Montpellier, 1766-1784.
- Mélanges de física, de química et de médecine (Miscel·lània de física, chimique i medicina), París, 1771.